# Admiral Lazarev (015)
O Admiral Lazarev (Адмирал Лазарев) foi um cruzador de batalha operado pela Frota Naval Militar Soviética e Marinha da Rússia e a segunda embarcação da Classe Kirov, depois do Kirov e seguido pelo Admiral Nakhimov e Pyotr Velikiy. Sua construção começou em julho de 1978 no Estaleiro Nº 189 em Leningrado e foi lançado ao mar em maio de 1981, sendo comissionado na frota soviética em outubro de 1984 originalmente com o nome de Frunze (Фрунзе). Seu armamento principal era de uma variedade de mísseis antinavio e superfície-ar de diferentes tamanhos, tinha um deslocamento carregado de 28 mil toneladas e alcançava uma velocidade máxima de 32 nós (59 quilômetros por hora).
O Frunze teve um início de carreira sem grandes incidentes atuando no Oceano Pacífico. A União Soviética ruiu em 1991 e ele passou para a Rússia, sendo renomeado em maio do ano seguinte para Admiral Lazarev. Continuou atuando na nova frota russa pelos anos seguintes, porém tirado de serviço e colocado na reserva em 1999 por falta de dinheiro para mantê-lo operacional. Nos anos seguintes seus armamentos e sistemas foram gradualmente removidos, com propostas para reformá-lo e modernizá-lo sendo ocasionalmente levantadas, mas nenhuma foi levada adiante novamente por falta de dinheiro. Foi por fim decidido em 2019 desmontar o navio, com os trabalhos começando em meados de 2021.